# Born of the People
Born of the People est un film muet américain réalisé par Francis Ford et Grace Cunard, sorti en 1916.

## Fiche technique
- Réalisation : Francis Ford, Grace Cunard
- Scénario : Grace Cunard, d'après son histoire
- Durée : 10 minutes
- Date de sortie : États-Unis : 14 mars 1916

## Distribution
- Jack Holt
- Grace Cunard
- Neil Hardin